# Семенка
Семёнка — деревня в Никольском районе Вологодской области.
Входит в состав Аргуновского сельского поселения, с точки зрения административно-территориального деления — в Аргуновский сельсовет.
Расстояние по автодороге до районного центра Никольска — 44 км, до центра муниципального образования Аргуново — - км. Ближайшие населённые пункты — Мичково, Аргуново, Дьячково, Софроново.
По переписи 2002 года население — 57 человек (28 мужчин, 29 женщин). Всё население — русские.